# (75) Eurídice
(75) Eurídice es un asteroide perteneciente al cinturón de asteroides descubierto por Christian Heinrich Friedrich Peters el 22 de septiembre de 1862 desde el observatorio Litchfield de Clinton, Estados Unidos.
Está nombrado por Eurídice, un personaje de la mitología griega.

## Características orbitales
Eurídice orbita a una distancia media del Sol de 2,672 ua, pudiendo alejarse hasta 3,489 ua. Su excentricidad es 0,3057 y la inclinación orbital 5,001°. Emplea 1596 días en completar una órbita alrededor del Sol.